# Sandoricum
Sandoricum es un género de plantas fanerógamas perteneciente a la familia (Meliaceae), comprende 22 especies descritas y de estas solo una aceptada y el resto pendientes de clasificar. Es originario de Centroamérica.

## Taxonomía
El género fue descrito por Rumph. ex Cav. y publicado en Monadelphiae Classis Dissertationes Decem 7: 359. 1789.  La especie tipo es: Sandoricum indicum Cav.

## Especies seleccionadas
- Sandoricum bamboli Welwitsch ex C. De Cand
- Sandoricum beccarianum Baill.
- Sandoricum borneense Miq.
- Sandoricum caudatum Mabb.
- Sandoricum dasyneuron Baill.
- Sandoricum dubia Cav.
- Sandoricum koetjape (Burm.f.) Merr.